# لایم اسپرینگز (آیووا)
لایم اسپرینگز (به انگلیسی: Lime Springs) شهری در ایالت آیووا کشور ایالات متحده آمریکا است که جمعیت آن در سرشماری سال ۲۰۱۰ میلادی، ۵۰۵ نفر بوده‌است.